# 1 Samuel 18
1 Samuel 18 es el decimoctavo capítulo del Primer Libro de Samuel en el Antiguo Testamento de la Biblia cristiana  o la primera parte de los Libros de Samuel en la Biblia hebrea. Según la tradición judía, el libro se atribuyó al profeta Samuel, con adiciones de los profetas Gad y Natán, pero muchos eruditos modernos lo ven como una composición de varios textos independientes de diversas épocas, desde el 630-540 a. C. aproximadamente.  Este capítulo contiene la interacción de David con Saúl y sus hijos, en particular Jonatán y Mical. Esto se encuentra dentro de una sección que comprende desde 1 Samuel 16 hasta 2 Samuel 5, que registra el ascenso de David como rey de Israel.

## Texto
Este capítulo fue escrito originalmente en el idioma hebreo. Está dividido en 30 versículos.

### Testigos textuales
Algunos manuscritos antiguos que contienen el texto de este capítulo en hebreo son de la tradición del Texto Masorético, que incluye el Códice de Jerusalén (895), el Códice de Alepo (siglo X) y el Códice de Leningrado (1008). Se encontraron fragmentos que contienen partes de este capítulo en hebreo entre los Rollos del Mar Muerto, incluido el 4Q51 (4QSama; 100-50 a. C.) con los versículos 3-4, 9-10 y 12 existentes.
Entre los manuscritos antiguos existentes de una traducción al griego koiné conocida como la Septuaginta (originalmente realizada en los últimos siglos a. C.) se encuentran el Códice Vaticano (B; {\displaystyle \ ara{G}}B; siglo IV) y el Códice Alejandrino (A; {\displaystyle \ ara{G}}A; siglo V).

## Análisis
Los versículos 1-5 de este capítulo son una conclusión adecuada al relato del capítulo 17 anterior ya que David fue retenido en la corte (versículo 2), elevado para acciones militares (versículo 5) y obtuvo la aclamación general por parte de la gente común y los cortesanos. Además de eso, Jonatán, el hijo mayor de Saúl, estaba unido a David en una amistad de alianza, confirmada por la entrega de Jonatán de su ropa y armadura a David (versículo 4), transfiriendo simbólicamente a David el derecho de sucesión y convirtiéndolo en heredero aparente. Por otro lado, Saúl sintió celos de David, y su relación se convirtió en una de «respeto y odio, reconocimiento y deseo de matar», una actitud ambigua que se desencadenó especialmente cuando Saúl escuchó el pareado (versículo 7) que transmitía el mensaje claro de que David se convertiría en rey. Saúl temía a David (versículos 12, 15, 29), ya que reconocía que Dios estaba con David, mientras que Dios había abandonado a Saúl (versículo 12). Desde entonces, aparece un tema destacado en el que Saúl ve frustrados todos sus planes para hacer daño a David, mientras que para David cada intento se convierte en una oportunidad para avanzar en su triunfo (versículos 14, 30).

## Saúl teme a David (18:1-16)

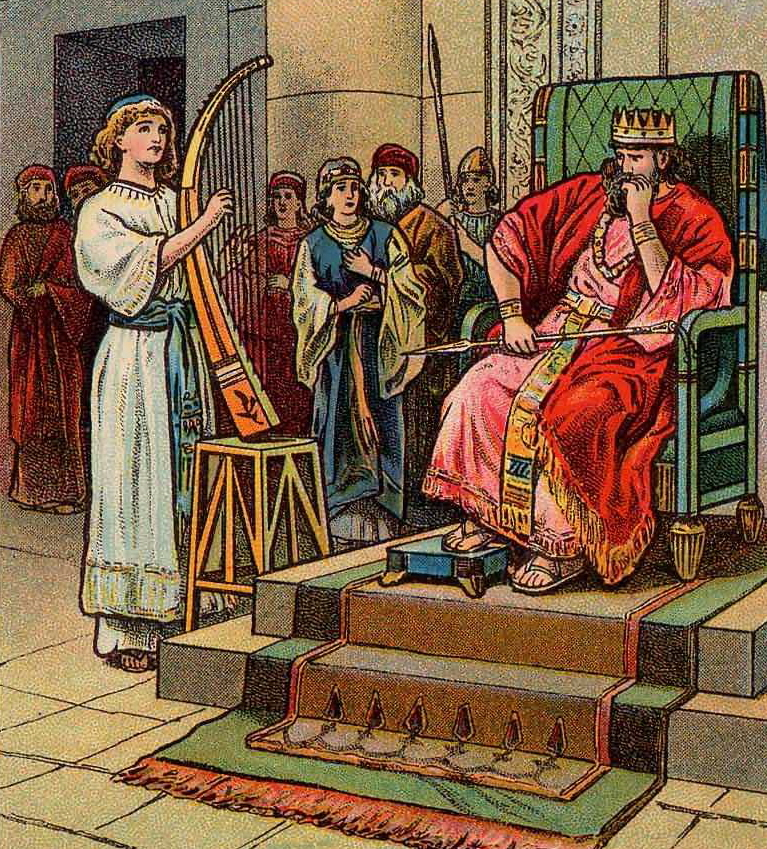
«Saul Tries To Kill David» (1 Samuel 18:5-16); ilustración de una tarjeta bíblica publicada por Providence Lithograph Company (1902).

El último capítulo termina con David hablando con Saúl y Abner, mientras que al principio de este capítulo estaba claro que Jonatán, el príncipe heredero de Saúl, también estaba presente en el evento y, una vez que tuvo la oportunidad de hablar con David, se hizo amigo de él inmediatamente. Jonatán amaba a David (versículo 1), de forma similar a como Saúl, su padre, había amado a David (1 Samuel 16:21), y las experiencias de luchar contra los filisteos en condiciones muy desfavorables llevaron a una revelación de que Jonatán y David compartían un espíritu afín.
Con la victoria contra Goliat, David era ahora visto como un hombre valiente al que Saúl quería retener en su servicio (1 Samuel 14:52), y David demostró ser digno en las batallas posteriores que las mujeres que cantaban para celebrar grandes victorias (cf. Éxodo 15:20; Jueces 11:34) atribuyeron un mayor número de muertes a David que a Saúl. Saúl interpretó la supuesta «canción de victoria no partidista» en el peor sentido posible y sospechó que David tomaría su trono (versículo 9). Al día siguiente, Saúl fue atormentado por el «mal espíritu de Dios», que intentó dos veces clavar a David a la pared con su lanza, pero David, que estaba tocando música para Saúl, logró escapar en ambas ocasiones. A continuación, Saúl apartó a David de su puesto de músico del rey para convertirlo en comandante de mil hombres y le ordenó enfrentarse a los filisteos, con la esperanza de que los enemigos mataran a David. Pero esto fracasó cuando David logró grandes éxitos en las batallas y todo Israel comenzó a quererlo (18:16).

### Versículo 3
Entonces Jonatán y David hicieron un pacto, porque él lo amaba como a su propia alma.
- «Un pacto»: es decir, «someteros solemnemente a un acuerdo de amistad perpetua».[19]
- «Lo amaba como a su propia alma»: o podría traducirse como «cada uno amaba al otro como a su propia alma».[19]

## David se casa con Mical (18:17-30)
El miedo de Saúl a David aumentó y afectó a su integridad como rey: retiró su promesa de dar a su primera hija, Merab, como esposa de David, solo para ofrecer a David su segunda hija con condiciones adicionales para que los filisteos mataran a David (versículo 25).   David respondió diciendo que era un «hombre pobre», probablemente en alusión a otra promesa incumplida de Saúl de que el asesino de Goliat obtendría riquezas del rey (David confirmó la promesa de recompensa varias veces con diferentes personas; cf. 1 Samuel 17:25, 27, 30). Saúl malinterpretó la respuesta de David como una preocupación por no poder pagar la dote para el matrimonio, por lo que anunció un precio de novia de cien prepucios filisteos. David decidió aceptar el desafío, pero tal vez debido a la «doble moral» de Saúl, David presentó el doble de prepucios e hizo que se contaran los «números completos» ante Saúl (versículo 27), por lo que Saúl tuvo que cumplir su palabra de entregar a su hija Mical a David como esposa. Tener a David como yerno hizo que Saúl temiera aún más a David, mientras que aumentó enormemente la fama de David (versículos 29-30).

### Versículo 20
Y Mical, hija de Saúl, amaba a David; y se lo dijeron a Saúl, y la cosa le agradó.
- "Mical La hija de Saúl amaba a David» (repetido en el versículo 28): la única vez que se describe a una mujer amando a un hombre en la Biblia. Ref. Exum, J. Cheryl, «Michal»: Biblia.

The Shalvi/Hyman Encyclopedia of Jewish Women. Consultado el 27 de diciembre de 2021.

### Comentarios sobre Samuel
- Auld, Graeme (2003). «1 & 2 Samuel».  En James D. G. Dunn and John William Rogerson, ed. Eerdmans Commentary on the Bible. Eerdmans. ISBN 9780802837110.
- Bergen, David T. (1996). 1, 2 Samuel. B&H Publishing Group. ISBN 9780805401073.
- Gordon, Robert P. (1999). I & II Samuel, A Commentary. Zondervan. ISBN 978-0310230229.
- Hertzberg, Hans Wilhelm (1964). I & II Samuel, A Commentary (trans. from German 2nd edition 1960 edición). Westminster John Knox Press. p. 19. ISBN 978-0664223182.
- Tsumura, David Toshio (2007). The First Book of Samuel. Eerdmans. ISBN 9780802823595.

### General
- Breytenbach, Andries (2000). «Who Is Behind The Samuel Narrative?».  En Johannes Cornelis de Moor and H.F. Van Rooy, ed. Past, Present, Future: the Deuteronomistic History and the Prophets. Brill. ISBN 9789004118713.
- Coogan, Michael David (2007).  Coogan, Michael David; Brettler, Marc Zvi; Newsom, Carol Ann et al., eds. The New Oxford Annotated Bible with the Apocryphal/Deuterocanonical Books: New Revised Standard Version, Issue 48 (Augmented 3rd edición). Oxford University Press. ISBN 978-0195288810.
- Fitzmyer, Joseph A. (2008). A Guide to the Dead Sea Scrolls and Related Literature. Grand Rapids, MI: William B. Eerdmans Publishing Company. ISBN 9780802862419.
- Halley, Henry H. (1965). Halley's Bible Handbook: an abbreviated Bible commentary (24th (revised) edición). Zondervan Publishing House. ISBN 0-310-25720-4. (requiere registro).
- Hayes, Christine (2015). Introduction to the Bible. Yale University Press. ISBN 978-0300188271.
- Jones, Gwilym H. (2007). «12. 1 and 2 Samuel».  En Barton, John; Muddiman, John, eds. The Oxford Bible Commentary (first (paperback) edición). Oxford University Press. pp. 196-232. ISBN 978-0199277186. Consultado el 6 de febrero de 2019.
- Klein, R.W. (2003). «Samuel, books of».  En Bromiley, Geoffrey W, ed. The International Standard Bible Encyclopedia. Eerdmans. ISBN 9780802837844.
- Knight, Douglas A (1995). «Chapter 4 Deuteronomy and the Deuteronomists».  En James Luther Mays, David L. Petersen and Kent Harold Richards, ed. Old Testament Interpretation. T&T Clark. p. 62. ISBN 9780567292896.
- Ulrich, Eugene, ed. (2010). The Biblical Qumran Scrolls: Transcriptions and Textual Variants. Brill.
- Würthwein, Ernst (1995). The Text of the Old Testament. Grand Rapids, MI: Wm. B. Eerdmans. ISBN 0-8028-0788-7. Consultado el 26 de enero de 2019.